# Enallopsammia
Enallopsammia is een geslacht van koralen uit de familie van de Dendrophylliidae.

## Soorten
- Enallopsammia profunda (Pourtalès, 1867)
- Enallopsammia pusilla (Alcock, 1902)
- Enallopsammia rostrata (Pourtalès, 1878)